# من (آلبوم)
من (به انگلیسی: I) اولین آلبوم تک‌نفرهٔ خوانندهٔ کره جنوبی، کیم جه‌جونگ (عضو گروه جی‌وای‌جی) می‌باشد. این آلبوم چندآهنگه در ۱۷ ژانویهٔ ۲۰۱۳، به سبک راک و با تهیه‌کنندگی کیم با-دا (عضو گروه راک شی‌ناوی) منتشر شد، ترانه‌سرایی قطعات این آلبوم بر عهدهٔ خود جه‌جونگ بود. آلبوم همچنین شامل ترانهٔ «التیامی برای خودم»، موسیقی‌متن فیلم «شغال می‌آید»، می‌باشد. انتشار این آلبوم با موفقیّت تجاری بالایی روبرو شد، تمام ۱۲۰٬۰۰۰ نسخهٔ آن در ۲ هفتهٔ اول به فروش رسید و به علت تقاضای بالا، ۲۰٬۰۰۰ نسخهٔ دیگر نیز منتشر گردید.
در ۲۶ فوریهٔ ۲۰۱۳، نسخهٔ جدیدی از این آلبوم، با عنوان «Y» منتشر شد که شامل ۲ ترانهٔ جدید و ۲ ترانهٔ بی‌کلام نیز بود. این آلبوم نیز به موفقیّتی مشابه دست یافت و تمامی ۵۰٬۰۰۰ نسخهٔ اولیهٔ آن در عرض ۲۴ ساعت به فروش رسید.

مجموع فروش هر دو آلبوم در نهایت به ۲۰۵٬۴۳۰ نسخه دست یافت.

## بازتاب
آلبوم بلافاصله پس از انتشار، درصدر جداول هفتگی هانتئو و گائون کرهٔ جنوبی جای‌گرفت و رکورد سابق پیش‌فروش را در ژاپن شکست. همچنین درصدر جدول آی‌تیونز ژاپن و جداول راک آی‌تیونز در ۹ کشور مختلف قرار گرفت و رتبهٔ ۲ جدول بیلبورد جهانی را نیز از آن خود کرد.

اولین تک‌آهنگ این آلبوم، با عنوان «یک بوسه»، ۸ ژانویه منتشر شد و در صدر جداول آی‌تیونز ژاپن، سنگاپور، ویتنام، تایوان و تایلند جای‌گرفت.

## فهرست ترانه‌ها
| شماره | نام                               | سراینده     | آهنگساز                | مدت  |
| ----- | --------------------------------- | ----------- | ---------------------- | ---- |
| ۱.    | «یک بوسه»                         | کیم جه‌جونگ  | کیم با-دا              | ۳:۲۲ |
| ۲.    | «مال من»                          | کیم جه‌جونگ  | کیم با-دا، شان         | ۳:۳۸ |
| ۳.    | «مرا سرشار می‌کنی/ تنها تو هستی»   | جون هه-سونگ | جون هه-سونگ            | ۳:۲۸ |
| ۴.    | «التیامی برای خودم/ تنها مرهم من» | کیم جه‌جونگ  | کیم جه‌جونگ             | ۳:۱۴ |
| ۵.    | «تنهای تنها»                      | کیم جه‌جونگ  | کیم جه‌جونگ، کیم سه-جین | ۳:۵۵ |

### Y (نسخهٔ بسته‌بندی شده)
| شماره | نام                                     | سراینده            | آهنگساز                | مدت  |
| ----- | --------------------------------------- | ------------------ | ---------------------- | ---- |
| ۱.    | «بوسه» (به‌همراه فلوسیک از آژیاتیکس)     | کیم جه‌جونگ، لی-یو  | کیم جه‌جونگ، لی-یو      | ۴:۱۰ |
| ۲.    | «تنها عشق» (به‌همراه فلوسیک از آژیاتیکس) | کیم جه‌جونگ، فلوسیک | کیم جه‌جونگ، فلوسیک     | ۳:۱۶ |
| ۳.    | «مرا سرشار می‌کنی/ تنها تو هستی»         | جون هه-سونگ        | جون هه-سونگ            | ۳:۲۸ |
| ۴.    | «تنهای تنها»                            | کیم جه‌جونگ         | کیم جه‌جونگ، کیم سه-جین | ۳:۵۵ |
| ۵.    | «یک بوسه»                               | کیم جه‌جونگ         | کیم با-دا              | ۳:۲۲ |
| ۶.    | «التیامی برای خودم/ تنها مرهم من»       | کیم جه‌جونگ         | کیم جه‌جونگ             | ۳:۱۴ |
| ۷.    | «مال من»                                | کیم جه‌جونگ         | کیم با-دا، شان         | ۳:۳۸ |
| ۸.    | «یک بوسه» (بی‌کلام)                      | کیم جه‌جونگ         | کیم با-دا              | ۳:۲۰ |
| ۹.    | «تنهای تنها» (بی‌کلام)                   | کیم جه‌جونگ         | کیم جه‌جونگ، کیم سه-جین | ۳:۵۳ |

## فروش
| کشور      | جدول                    | نسخه | فروش    | فروش نهائی |
| کرهٔ جنوبی | جدول فروش فیزیکی گائون  | I    | ۱۴۸٬۰۷۴ | ۲۱۰٬۰۷۴    |
| کرهٔ جنوبی | جدول فروش فیزیکی گائون  | Y    | ۶۲٬۰۰۰  | ۲۱۰٬۰۷۴    |
| ژاپن      | جدول فروش فیزیکی اوریکن | I    | ۲۲٬۹۹۴  | ۳۱٬۷۵۳     |
| ژاپن      | جدول فروش فیزیکی اوریکن | Y    | ۸٬۷۵۹   | ۳۱٬۷۵۳     |

## رده‌بندی در جداول

### جداول هفتگی فروش آلبوم‌ها
| کشور      | جدول               | موقعیّت |
| کرهٔ جنوبی | جدول هفتگی گائون   | ۱      |
| کرهٔ جنوبی | جدول هفتگی هانتئو  | ۱      |
| ژاپن      | جدول هفتگی اوریکن  | ۸      |
| آمریکا    | جدول جهانی بیلبورد | ۲      |

### جداول ماهیانهٔ فروش آلبوم‌ها
| کشور      | جدول                | موقعیّت |
| کرهٔ جنوبی | جدول ماهیانهٔ گائون  | ۲      |
| کرهٔ جنوبی | جدول ماهیانهٔ هانتئو | ۲      |
| ژاپن      | جدول ماهیانهٔ اوریکن | ۲۹     |

### جداول تک‌آهنگ‌ها
| کشور      | جدول             | ترانه               | موقعیّت |
| کرهٔ جنوبی | جدول هفتگی گائون | «مال من»            | ۸      |
| کرهٔ جنوبی | جدول هفتگی گائون | «یک بوسه»           | ۱۵     |
| کرهٔ جنوبی | جدول هفتگی گائون | «التیامی برای خودم» | ۹۹     |

### دیگر جداول
| کشور      | جدول                     | ترانه      | موقعیّت |
| تایلند    | چارت آسیایی کانال [وی]   | «مال من»   | ۱      |
| چین       | چارت آسیایی یین‌یوتای     | «مال من»   | ۱      |
| آلمان     | چارت موسیقی آسیایی آلمان | «مال من»   | ۱      |
| کرهٔ جنوبی | میوزیک بنک کی‌بی‌اس        | «تنها عشق» | ۱۶     |